# Theodor Blomqvist
Anders Gustaf Theodor Blomqvist, född den 5 mars 1888 i Mårdaklevs församling, Älvsborgs län, död den 24 november 1946 i Malmö, var en svensk skolman.
Blomqvist avlade studentexamen 1907, filosofisk ämbetsexamen 1909 och filosofie licentiatexamen 1916. Han promoverades till filosofie doktor 1917. Blomqvist blev lektor i historia vid folkskoleseminariet i Kalmar 1919 och vid Högre allmänna läroverket för flickor i Malmö 1937. Han blev riddare av Nordstjärneorden 1936.